# Спагети-уестърн
Спагети-уестърн се наричат филмите от жанра уестърн, най-често продуцирани от италианци („спагети“ в наименованието намеква за тях), снимани през 60-те и 70-те години на ХХ век в Европа (обикновено Испания, заради подходящите екстериори) с холивудски актьори в главните роли, смесен екип от италианци и испанци и нисък бюджет.
Типичен пример за спагети-уестърн са историите за Дивия Запад на италианския режисьор Серджо Леоне с Клинт Истуд в главната роля. Други известни режисьори в жанра: Енцо Барбони, Серджо Корбучи, Лучо Фулчи.